# Văn Chương (phường)
Văn Chương là một phường thuộc quận Đống Đa, thành phố Hà Nội, Việt Nam.
Phường Văn Chương có diện tích 0,33 km², dân số năm 2022 là 16.619 người, mật độ dân số đạt 50.360 người/km².